# Kitty Hawk, Sjeverna Karolina
Kitty Hawk je grad Sjevernoj Karolini, SAD. Po popisu stanovništva iz 2000. godine imao je 2.991 stanovnika. Osnovana je u ranim 1700-im kao Chickahawk. 
Kitty Hawk je postao poznat 17. prosinca 1903., kada su Braća Wright na pješčanim dinama u blizini grada napravili prvi kontrolirani let motornim zrakoplovom.
Po ovom malom gradiću ime su dobili: nosač zrakoplova USS Kitty Hawk (CV-63), jedan nevidljivi bombarder B-2 Spirit, brod za prijevoz zrakoplova USS Kitty Hawk (AKV-1) kao i komandni modul Apolla 14.